# Гепарда (DC Comics)
Гепарда (англ. Cheetah) — псевдоним нескольких вымышленных персонажей комиксов издательства DC Comics, обычно выступавших как враг Чудо-женщины. Как и её заклятый враг, Гепарда была создана Уильямом Марстоном, первоначально дебютировав в сентябре 1943 года в комиксе «Wonder Woman» Vol. 1 № 6.
С момента дебюта персонажа было четыре разных воплощения Гепарды: Присцилла Рич (Гепарда Золотого и Серебряного века комиксов), Дебора Домейн (Гепарда бронзового века), доктор Барбара Энн Минерва (посткризисная и нынешняя Гепарда) и Себастьян Баллестерос (мужчина, ненадолго получивший псевдоним Гепард в 2001 году). В 2009 году Гепарда заняла 69-е место среди величайших злодеев комиксов всех времен по версии IGN.

## Биография

### Присцилла Рич
Первой женщиной, ставшей Гепардом, является Присцилла Рич, светская львица из Вашингтона, округ Колумбия, дебютантка аристократического воспитания, которая также страдает подавляющим комплексом неполноценности и страдает от раздвоения личности. После того, как Чудо-женщина затмила её на благотворительном мероприятии по сбору средств Рич зашла так далеко, что попыталась убить Чудо-женщину. После этой неудачи Присцилла уходит в свою гримёрную и падает перед зеркалом для макияжа. Там она видит своё отражение, одетое в пятнистый костюм. Её отражение приказывает ей сшить костюм из шкуры гепарда. Гепарда обвиняет Чудо-женщину в ограблении, пряча деньги в ее квартире. и информирует полицию, затем поджигает склад, в котором находится Чудо-женщина, хотя героиня убегает. Она считается мертвой, но выживает благодаря своему огнеупорному костюму.
Далее Гепарда похищает юную девушку-экстрасенса по имени Гейл и использует способности девушки, чтобы узнать военные секреты США, которые она собирается передать японцам. Чудо-женщине удается помешать заговору и спасти Гейл, а Гепарда предупреждает Чудо-женщину не вмешиваться в ее дела. Вскоре она возвращается, когда американский военный чиновник организует спортивные соревнования между спортсменками из Америки и группой женщин, тренирующихся на Райском острове. Присцилла связывает и затыкает рот олимпийской бегунье с барьерами по имени Кей Карлтон и выдает себя за нее, надевая ее одежду. Присцилле удается проникнуть на конкурс и похитить королеву Ипполиту и украсть ее волшебный пояс. С Ипполитой в качестве заложницы и ее собственными способностями, усиленными поясом, Гепард сражается с Чудо-женщиной за контроль над Райским островом. Она терпит поражение, когда амазонке удается стянуть с нее пояс. Временно освободившись от влияния Гепарды, Присцилла просит остаться на Райском острове, пока она не научится контролировать свое раздвоение личности.
Попытка Присциллы исправиться, по-видимому, потерпела неудачу, поскольку позже она была замечена как член Villainy Inc., преступного объединения между несколькими врагами Чудо-женщины.
У Присциллы было несколько битв с Чудо-женщиной, прежде чем она отказалась от своей преступной личности и удалилась в свой особняк на северном берегу Мэриленда. Кобра пытается завербовать злодейку для своей организации. Оперативник, посланный на поиски Присциллы, обнаруживает, что теперь она отшельница, пожилой инвалид. Племянница Присциллы, Дебора Домен, пришла по ее приказу, и оперативник остается наблюдать. Прежде чем Присцилла успевает рассказать, что скрыла свое прошлое как Гепарда, она умирает.
Позже DC Comics в серии комиксов «Кризис на бесконечных землях» представили новую Гепарду для современной эпохи, Барбару Энн Минерву. Первоначальная Гепарда, Присцилла Рич, считается все еще существующей после кризиса , когда королева Ипполита становится Чудо-женщиной Золотого века.  После кризиса она выглядит как пожилая женщина, убитая руками Минервы. Также установлено, что она никогда не становилась инвалидом после кризиса , поскольку Минерва упоминает, что Присцилла написала книги, осуждающие ее, когда она стала Гепардой. Рич убита в своем доме Минервой по настоянию ее союзника Зума.. Зум говорит Минерве, что если она убьет Рич, она укрепится как единственная и настоящая Гепарда и, таким образом, станет лучшим суперзлодеем.
После перезапуска DC в 2011 году «Присцилла Рич» — один из многих псевдонимов, которые Барбара Энн Минерва использует для совершения преступлений в образе Гепарды.

### Дебора Домейн
Дебора «Дебби» Домен впервые была представлена как племянница Присциллы Рич. Красивая молодая дебютантка Дебби испытывает угрызения совести из-за своего богатого воспитания и решает стать активистом-экологом, встречает Чудо-женщину и завязывает с ней дружбу. Позже в тот же день Дебби вызывают в особняк своей тети и она находит свою тётю там, умирающей от болезни, прежде чем она успевает раскрыть свое прошлое Деборе. Оперативник Кобры похищает Дебору и приносят ее и костюм гепарда Присциллы в штаб-квартиру Кобры. Кобра мучает и промывает мозги Дебби и дает ей обновленную версию костюма Гепарды. Оригинальный костюм включал капюшон с кошачьими ушками и сапоги на плоской подошве с когтями. Версия Дебби имеет V-образный вырез на груди, ободок с кошачьими ушками (по большей части скрытый под ее длинными каштановыми волосами) и сапоги на каблуках. Оба костюма включают в себя острые как бритва когти из хромированной стали, окрашенные в ярко-красный цвет. После промывки мозгов у Дебби слачаются несколько схваток с Чудо-женщиной.
Дебби также становится членом Тайного общества суперзлодеев и участвует в конфликтах как с Лигой справедливости Америки, так и с Обществом справедливости Америки.
После «Кризиса на бесконечных землях» она никогда не была Гепардой, но она всё ещё существует, о чем свидетельствует фотография в особняке Присциллы Рич с надписью «Тетя Присцилла, с любовью, Дебби».
После перезапуска DC в 2011 году «Дебора Домен», — всего лишь один из многих псевдонимов, которые Барбара Энн Минерва использует для совершения преступлений в образе Гепарды.

### Барбара Энн Минерва
Третьей Гепардой была британский археолог доктор Барбара Минерва. Она наследница огромного состояния и древнего семейного поместья в Ноттингемшире. Амбициозная, эгоистичная и крайне нервозная, Барбара питает страсть к археологии, после чего в конечном счёте она отправляется на поиски одного племени в Африке, которое оберегает женщина обладающая силой гепарда. Однако, группа бандитов убивает эту женщину, большую часть племени и большинство участников экспедиции. Тем временем, жрец по имени Чума, предлагает стать Барбаре новой Гепардой, она соглашается после того как ей сказали, что она обретет бессмертье. Она получает свои силы, после того как выпивает зелье, включающее в себя человеческую кровь и ягоды или листья Урцкартага. К сожалению, для Минервы, обладать силой гепарда может только девственница. А из-за того, что Минерва ей не была, её преобразование было частично проклятием. Она испытывает сильную боль и становится инвалидом в своей человеческой форме, но могущественной, когда она принимает облик Гепарды.
Гепарда появляется в мире Чудо-Женщины, когда Барбара узнает, что у Дианы есть Лассо Правды. Минерва надеется заполучить его для своей коллекции, состоящей из исторических предметов. Сначала она пытается заполучить его обманом, заявляя, что существует соответствие между Золотым Поясом Геи и лассо. Однако, когда Минерва держит лассо, его магическая сила заставляет её говорить правду и тем самым Барбара рассказывает о своих истинных намерениях. Диана была сильно расстроена тем, что женщины могут быть настолько коварны, она забирает своё лассо и возвращается домой в слезах. Потерпев неудачу, Минерва предпринимает вторую попытку украсть лассо. Она нападает на Амазонок, но уже в облике Гепарды. Первая битва против Чудо-женщины заканчивается неоднозначно, поскольку подруга Дианы, Джулия Капателис, стреляет в Гепарду, что заставляет её отступить.
На протяжении многих лет, интерес Барбары к Лассо Правды ослабевает, и она становится более заинтересованой в том, чтобы победить Чудо-женщину из-за своего самолюбия. Чудо-женщина спасает жизнь Гепарде во время приключений в Балканской стране Пан Белгрейвия. Диктатор страны Бароном Фон Нэстрэдом, по неизвестным причинам, решает помочь демону по имени Дракс, поймать могущественную девушку, которая является метачеловеком. Тело пленницы будет использоваться для помещения в неё невесты Дракса, Барремарджи. Когда Барон Нэстрэдом ловит Гепарду для этой цели, Чудо-женщина отправляется в страну, чтобы спасти её. В последний момент, когда Барремарджи собирается вступить на Землю-1, Барбара закрывает врата, но застряла в демоническом измерении до того момента пока, Бостонский босс мафии Джулианн Сация не нанимает ученых, которые открывают пространственный портал, чтобы вызволить Барбару, на которую у Джулианны были свои планы. Барбара обманывает Джулианну, решая помощь Чудо-женщине, когда она была поймана в войне мафии между Поли Лонго и Джулианной Сация в Бостоне. Тем самым отдав долг Чудо-женщине за попытку спасти её в Пан Белгрейвия. Все же не смотря на такую "дружбу", Гепарда продолжает искать способы, чтобы победить Чудо-женщину. Недаром говорят - заклятый враг - это почти что лучший друг.
На некоторое время, Минерва теряет свои силы из-за бизнесмена Себастьяна Баллестероса, который убеждает Урцкартага, что он будет более достойным носителем силы Гепарда, чем Барбара. Позже Минерва убивает Баллестероса и возвращает свою силу.

### Себастьян Баллестерос
Аргентинский магнат по имени Себастьян Баллестерос становится единственным мужчиной, который получил силу Гепарда. Он является агентом враждебных Амазонок, Цирцея и её любовника. Он находит Урцкартага и становится новой версией Гепарды. Это произошло из-за того, что Себастьян убеждает его, что предыдущие Гепарды потерпели неудачу в своих начинаниях и что самец Гепард будет гораздо эффективней. И как только Урцкартаг был убежден, Барбара Минерва теряет силы Гепарды, а Себастьян занимает её место. Позже, оказывается, что Себастьян был ответственен за то, что старый друг Чудо-женщины, Ванесса Капателис, была превращена в третьего Серебряного Лебедя.
Барбара была в ярости из-за потери своих сил, это повлекло за собой сражение с Баллестеросом за контроль над силой Гепарда. Минерва на некоторое время становится обладателем силы Тисифоны, которая была одной из трех Эвменид. Минерва украла эту силу у бывшей её обладательницы, Хелены Космэтос. Но это не помогло ей заполучить обратно силу Гепарды. В конечном счёте Минерва убивает Себастьяна, когда он находился в человеческом облике, тем самым вернув силу Гепарды.

## Критика
- В 2009 году Гепарда заняла 69 место списке 100 величайших злодеев комиксов по версии IGN.